# Battaglia di Sahart
La Battaglia di Sahart fu combattuta il 24 aprile 1541 tra l'esercito dell'imperatore Gelawdewos (Claudio d’Etiopia) e le forze di Garad Emar, un tenente dell'Imam Ahmad ibn Ibrahim al-Ghazi. Secondo fonti etiopi, Gelawdewos è stato sconfitto.
Gelawdewos salì al trono subito dopo la morte di suo padre il 2 settembre 1540. Nonostante la sua giovinezza, nei mesi successivi fece diversi attacchi di successo alle guarnigioni adalite nel nord dell'Etiopia. Questi sollevarono il morale dei irrequieti cristiani etiopi, e quando arrivò a Semien, fu circondato dagli apostati e da altri che si erano uniti all'Imam che cercava la sua clemenza. Poco dopo il giovane imperatore attraversò il Tacazzè, per osservare la Pasqua a Sard. Garad Emar, governatore di Ganz di Ahmad Gragn, presumeva che i luogotenenti di Galawdewos sarebbero stati lontani nelle loro case per celebrare la festa, quindi scelse questa data per scioperare; secondo Bruce, questi piani furono rapidamente comunicati a Gelawdewos, che fu in grado di preparare la propria risposta.
Secondo Bruce, quando Garad Emar si avvicinò a Sard cadde in un'imboscata che Gelawdewos aveva preparato e l'esercito del governatore fu distrutto. Tuttavia, le cronache etiopi affermano che Gelawdewos è stato sconfitto a Sahart. Indipendentemente dal risultato, Gelawdewos si è ritirato sul Tacazzè. Anche se il resoconto tradizionale è che Gelawdewos si ritirò così a sud come Scioa, C.F. Beckingham ha prodotto prove che dimostrano che l'imperatore etiope fuggì lontano a sud, sul fiume Abay a Gojjam, poi di nuovo sopra l'Abay per raggiungere finalmente Gindabret, "sdraiato a sud dei confini più meridionali del Nilo Azzurro", qualche volta dopo il 26 maggio.